# Francisco Romano Guillemín

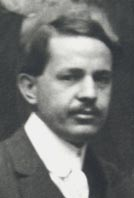
Francisco Romano Guillemín

Francisco Romano Guillemín (* 29. November 1884 in Tlapa de Comonfort; † 28. Mai 1950 in Cuautla) war ein mexikanischer Maler und ein Vertreter des Impressionismus.

## Leben
Romano Guillemín war der Sohn des Spaniers Faustino Romano und hatte sechs Geschwister. Er besuchte die Schule in Puebla und studierte im Anschluss an der Academia de San Carlos in Mexiko-Stadt unter Antonio Fabrés, Germán Gedovius und Leandro Izaguirre. Seine Vorliebe für die impressionistische Malerei entstand während einer Europareise, wo ihn insbesondere die Malerei Seurats inspirierte. Nach seiner Rückkehr nach Mexiko lehrte er als Professor an der ENBA. Seine Nichte Carmen war die erste Gattin des Präsidenten José López Portillo.

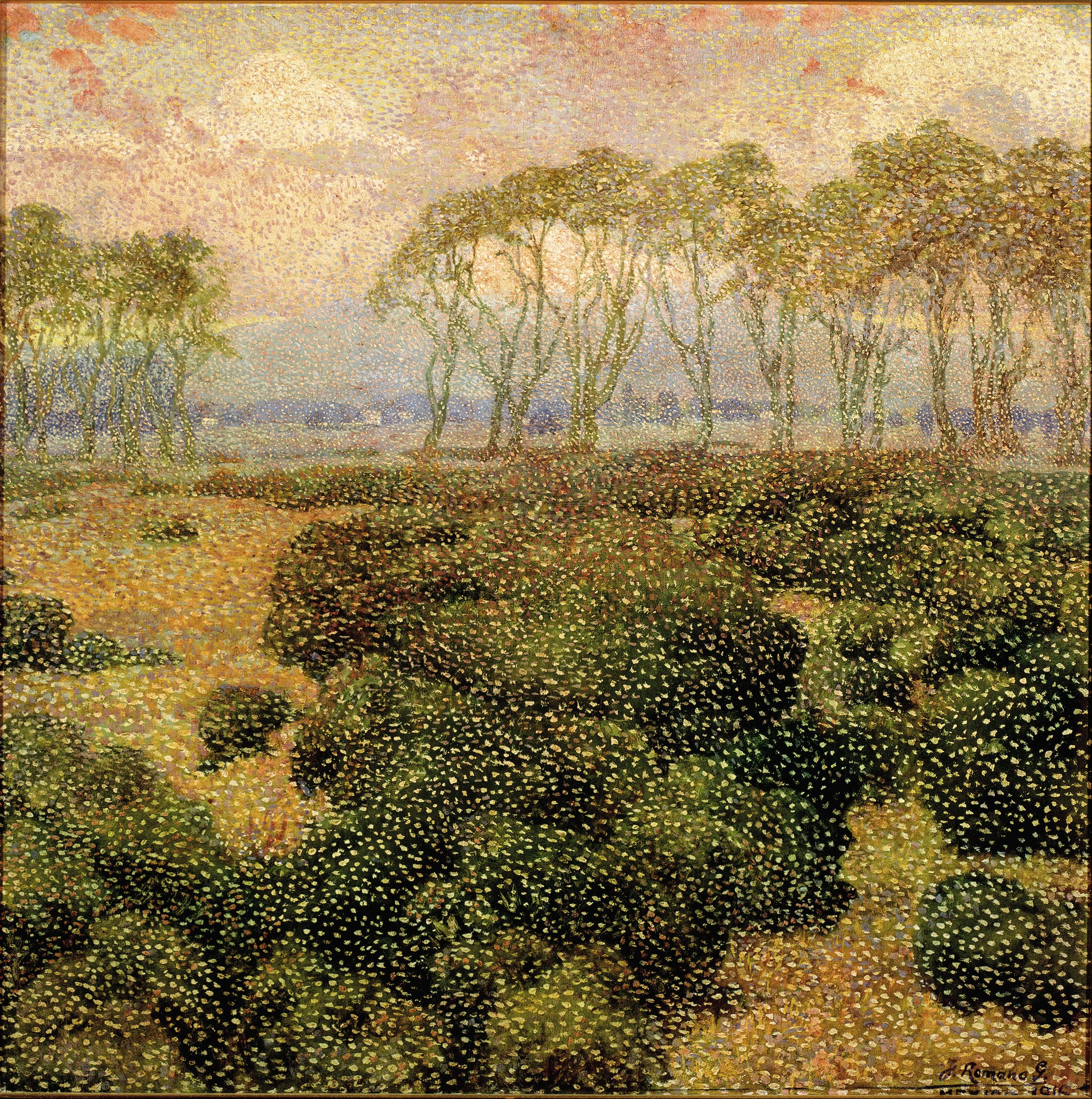
El último beso, 1916
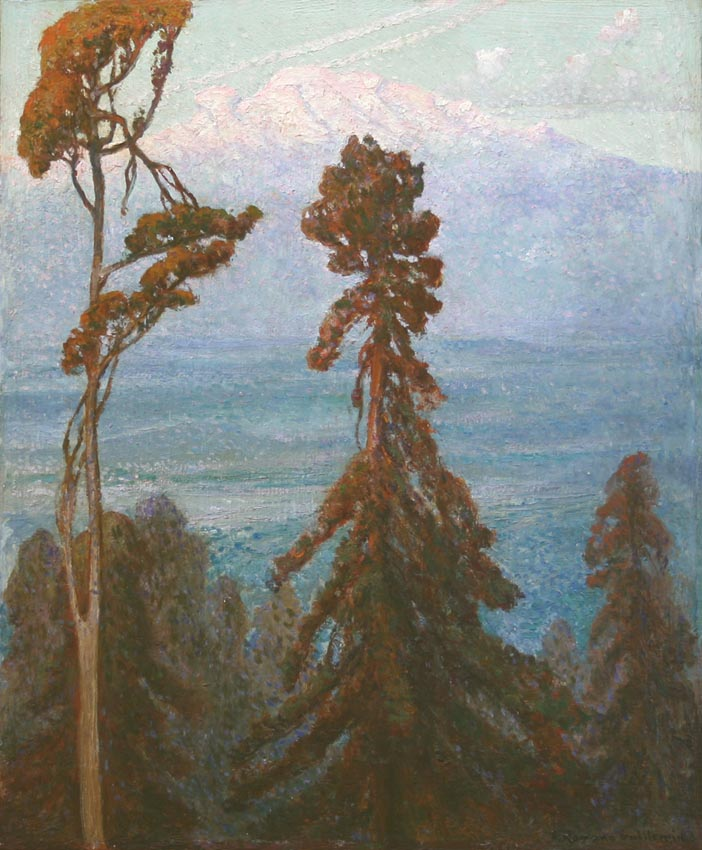
Vista del Iztaccihuatl, ca. 1920
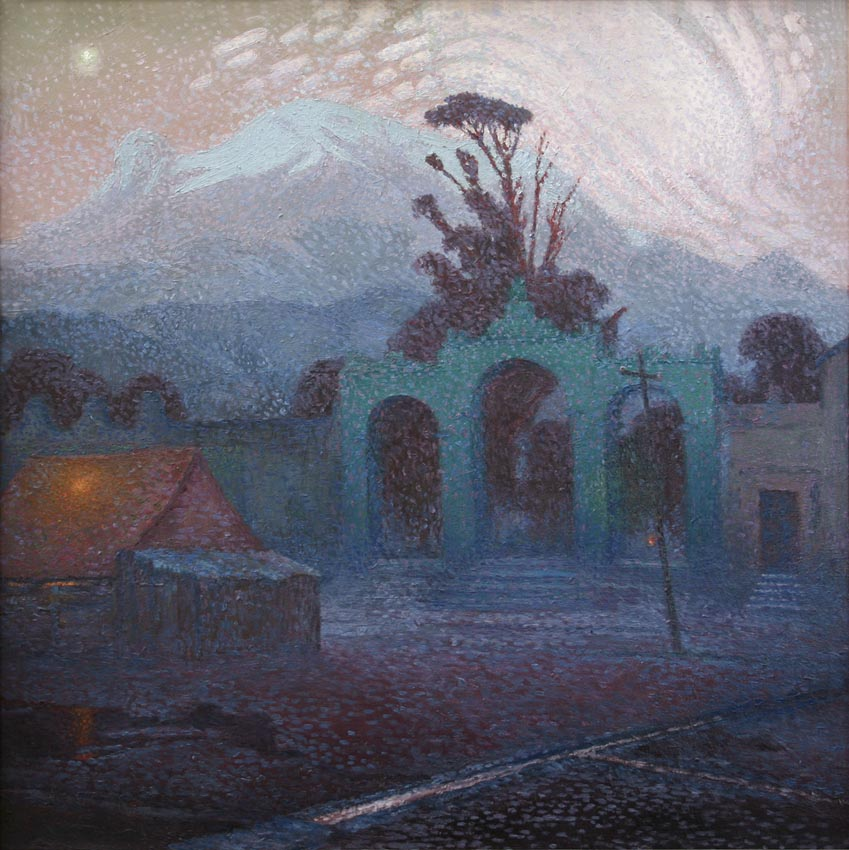
Plaza Amecameca, ca. 1921
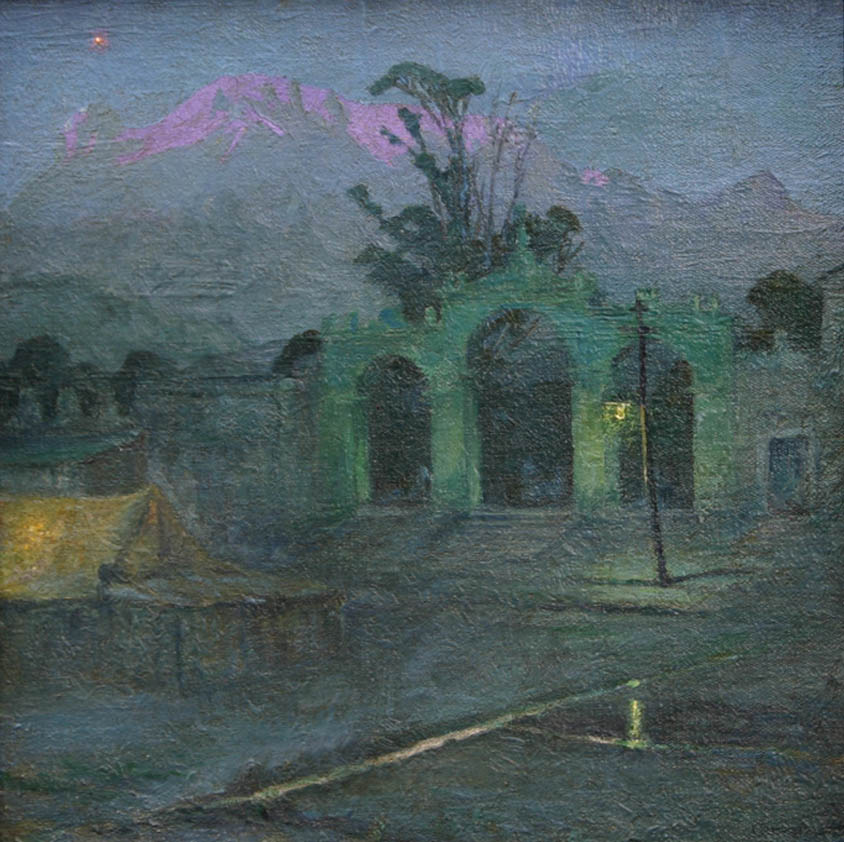
Plaza de Amecameca, 1921